# HD 17325
HD 17325，又名CD-46 797，SAO 216036、HR 822，是一颗恒星，视星等为6.85，位于銀經260.97，銀緯-60.49，其B1900.0坐标为赤經2h 41m 41.3s，赤緯-46° -60.49′ 29″。